# ダンビル (カリフォルニア州)
ダンビル（Danville）は、アメリカ合衆国カリフォルニア州のコントラコスタ郡にある町。人口は4万3582人（2020年）。サンフランシスコ・ベイエリアにある。富裕層が多い住宅地。

## 地理
ディアブロ山南西の山嶺に位置している。